# Aliabad-e Poszt-e Rig
Aliabad-e Poszt-e Rig (perski: علي ابادپشت ريگ) – wieś w południowym Iranie, w ostanie Kerman. W 2006 roku miejscowość liczyła 765 mieszkańców w 201 rodzinach.